# Neufmaison
Neufmaison är en kommun i departementet Ardennes i regionen Grand Est (tidigare regionen Champagne-Ardenne) i nordöstra Frankrike. Kommunen ligger  i kantonen Signy-l'Abbaye som ligger i arrondissementet Charleville-Mézières. År 2022 hade Neufmaison 68 invånare.

## Befolkningsutveckling
Antalet invånare i kommunen Neufmaison
Referens: INSEE